# キズモモ。
『キズモモ。』は、 2008年に公開された日本映画。

## ストーリー
都内のコンビニでアルバイトをしてフリーター生活を送る富田アキは、ある日愛用の自転車で旅に出る。そして、旅先で立ち寄った時計店で見習いとして働く真面目な斉藤将也の姿に幼馴染みの親友を思い出す。その親友と富田アキには時計台のある地元駅の真ん前で悲劇な過去があった。

## キャスト
- 富田アキ：馬場徹
- 斉藤将也、安井勇人：古川雄大
- 里見亮：河合龍之介
- 佐々木洋介：小林且弥
- 店長：甲本雅裕
- 弓矢淑子：水木薫
- 弓矢三紀：織本順吉
- 齊藤夢愛、寺田ちひろ、兼子和大、ナオジ

## スタッフ
- 監督：山本透
- 原案：細井麻奈美（第2回UNITED CINEMAS シネマプロットコンベンション応募作品）
- 脚本：吉井真奈美、山本透
- 主題歌：MIREI feat SWITCH「キズモモ。」
- 時計技術指導：田村時計工作所
- プロデュース：小筆浩美、柴原祐一
- アソシエイトプロデューサー：川端基夫、関戸雄一、井出美恵
- 企画協力：田部井悟
- 製作委員会メンバー：日本出版販売、モブキャスト、ジェネオンエンタテインメント、ダブ

## 主なロケ地
- 東武東上本線 高坂駅
- 埼玉県秩父市周辺

## DVD
- キズモモ。（販売：ジェネオンエンタテインメント）
- 僕たちの始まり メイキング オブ「キズモモ。」（販売：ジェネオンエンタテインメント）